# Église Saint-Julien-et-Saint-Roch de La Porcherie
L'église Saint-Julien-et-Saint-Roch est une église catholique située à La Porcherie, en Haute-Vienne en France.

## Localisation
L'église est située dans le département français de la Haute-Vienne, sur la commune de La Porcherie.

## Historique
Guillaume d'Uriel, évêque de Limoges, donna l'église au monastère d'Uzerche en 1100, elle dépendra de la ville de Tulle à partir de 1115. 
L'édifice est inscrit au titre des monuments historiques le 10 octobre 1980.

## Structure

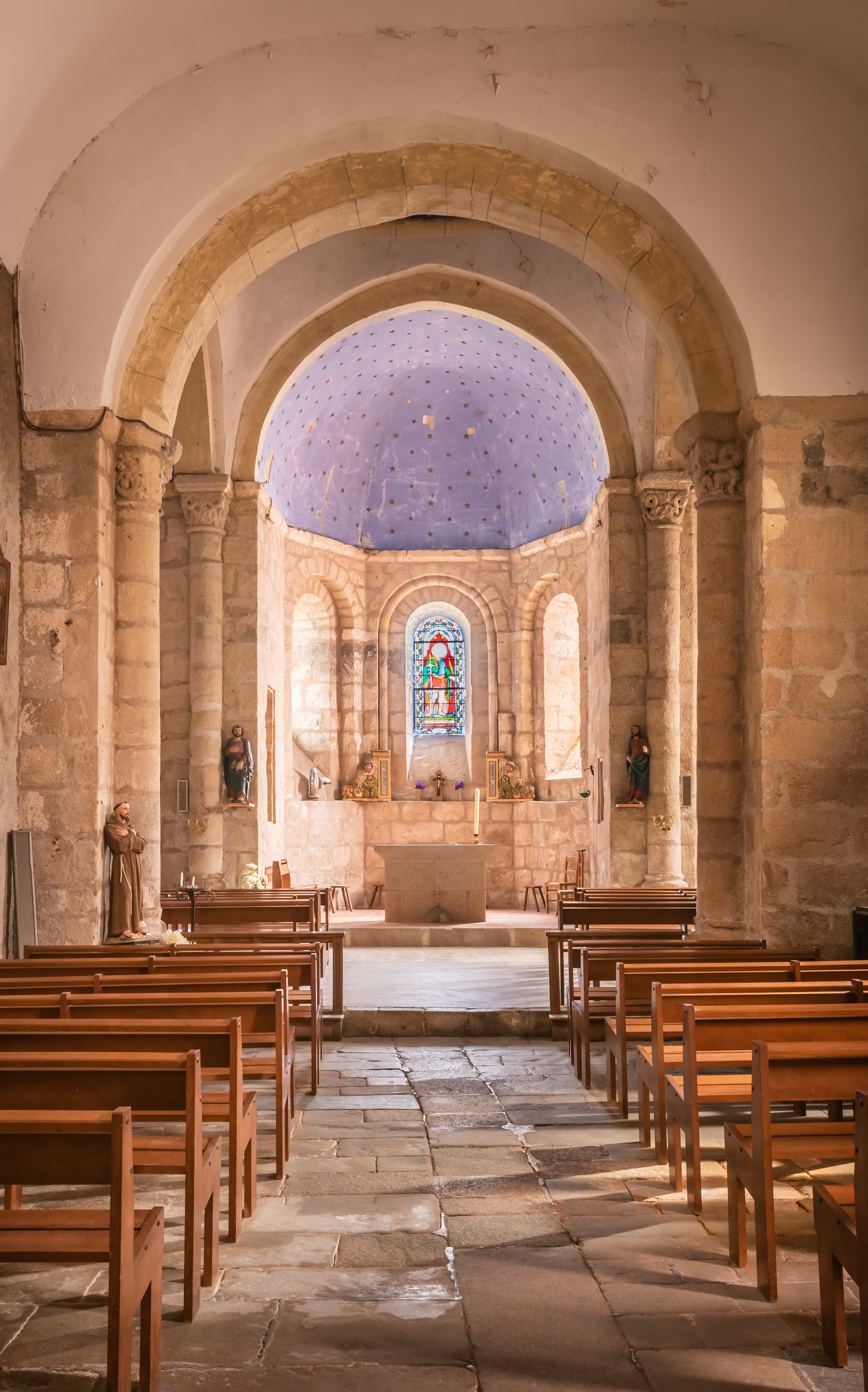
Intérieur de l'église.

Comme la plupart des églises françaises, l'église Saint-Julien-et-Saint-Roch à un plan en forme de croix latine. Son entrée et sa cloche sont orientées ouest, son abside est orientée sud. 
L'église a subi des modifications au fil du temps. La nef est moderne, tandis que la façade occidentale remonte au XVIIe siècle, mais le portail date du XVe ou du XVIe siècle. Il y avait une chapelle castrale romane qui a été transformée en église paroissiale avec l'ajout de la nef. L'église a une unique nef suivie d'une travée sous clocher couverte d'une coupole sur pendentifs et se termine par une abside polygonale voûtée en quart de sphère. Il y a deux absidioles polygonales situées obliquement par rapport à l'axe de l'abside centrale. La coupole est rectangulaire, arrondie aux angles et l'abside a cinq pans. Le portail de la façade ouest est orné de feuillages flamboyants et est surmonté d'un petit pinacle fleuronné. Il y a un clocheton octogonal sur le dessus de l'église.
À l'intérieur, les murs sont bruts et le plafond couvert de peinture blanche. Le plafond de l'abside ainsi que les deux extrémités du transept sont peints en bleu et couverts de motifs en forme d'étoiles dorées à cinq branches. 

## Mobilier
L'église possède 10 objets classés monument historique. 
| Nom                                                                                          | Création      | Mesures                                              | Matériaux                        | Notice     | Date de protection |
| -------------------------------------------------------------------------------------------- | ------------- | ---------------------------------------------------- | -------------------------------- | ---------- | ------------------ |
| Croix de procession                                                                          | 1788          | Hauteur : 60 cm Largeur : 31 cm                      | Cuivre argenté et bronze argenté | PM87000271 | 7 mai 1971         |
| Groupe sculpté-reliquaire (statuette) : saint Roch et l'ange                                 | XVIIe siècle  | Hauteur : 54 cm Largeur : 27 cm                      | Bois taillé, peint et doré       | PM87001248 | 20 février 1974    |
| Statue : apôtre                                                                              | XVIIe siècle  | Hauteur : 103 cm Largeur : 32 cm Profondeur : 33 cm  | Bois taillé et peint             | PM87001249 | 6 septembre 1974   |
| Statue : saint Pierre                                                                        | XVIIe siècle  | Hauteur : 98 cm Largeur : 39 cm                      | Bois taillé et peint             | PM87001250 | 6 septembre 1974   |
| Statue : Vierge à l'Enfant assise                                                            | XVIIe siècle  | Hauteur : 45 cm Largeur : 26 cm Profondeur : 17 cm   | Bois taillé et peint             | PM87001252 | 16 mars 1981       |
| 7 bas-reliefs (éléments de tabernacle) : scènes de la Passion, scènes de la vie de la Vierge | XVIIIe siècle | Hauteur : 48 cm Largeur : 120 cm                     | Bois taillé, peint et doré       | PM87001253 | 7 septembre 1987   |
| Groupe sculpté : Vierge de Pitié                                                             | XVIIe siècle  | Hauteur : 87 cm Largeur : 70 cm Profondeur : 40 cm   | Bois taillé, peint et doré       | PM87001251 | 6 septembre 1974   |
| statue (petite nature) : Saint Roch                                                          | XVIIIe siècle | Hauteur : 91 cm Largeur : 50 cm Profondeur : 25 cm   | Bois taillé, peint et polychromé | PM87000270 | 9 juin 1964        |
| Bénitier                                                                                     | XVIIe siècle  | Hauteur : 53 cm Largeur : 67.5 cm Profondeur : 64 cm | Granite taillée                  | PM87001247 | 20 février 1974    |
| Fonts baptismaux                                                                             | ?             | Hauteur : 75 cm Largeur : 63 cm Profondeur : 48 cm   | Granite taillée                  | PM87001254 | 23 mai 1990        |